# Luis Edgardo Mercado Jarrín

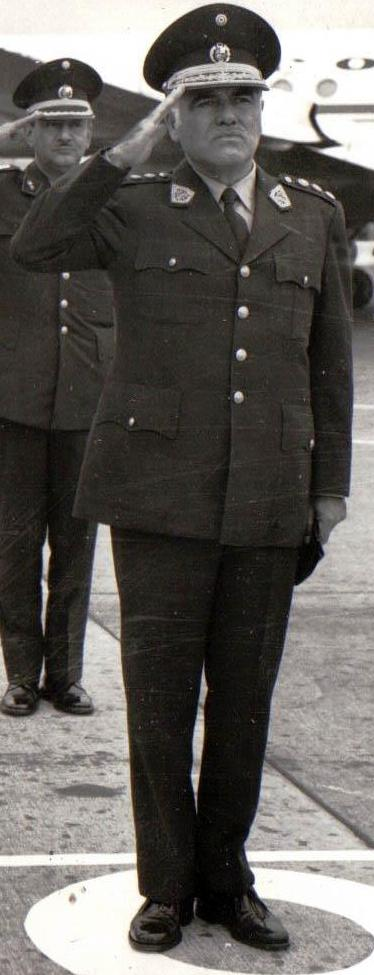
Luis Edgardo Mercado Jarrín

Luis Edgardo Mercado Jarrín (19 de setembro de 1919 – 18 de junho de 2012) foi um político peruano que serviu como primeiro-ministro do Peru de 31 de janeiro de 1973 a 1 de fevereiro de 1975. Ele nasceu em Barranco.